# Francesco Zambon
Francesco Zambon (Venezia, 1949) è un filologo italiano.

## Biografia
Docente di filologia romanza all'Università di Trento, in passato ha insegnato all'Università di Padova, presso la quale si è laureato.
Tra i suoi principali interessi c'è la letteratura allegorica medievale, campo nel quale si è dedicato con particolare attenzione ai bestiari e ai trovatori. In ambito medievale ha pubblicato studi anche sul catarismo e sulla crociata contro gli Albigesi, in correlazione con la letteratura occitana di quegli anni, sempre in ambito istituzionale.
Si occupa altresì di poesia contemporanea, con pubblicazioni su Eugenio Montale e Fernando Pessoa.
È  codirettore della collana Biblioteca Medievale della Carocci editore, assieme ad altri due filologi romanzi, Mario Mancini e Luigi Milone.

## Opere
- Zambon, F. (a cura di), Il Fisiologo, Adelphi, 1975.
- Zambon, F., Robert de Boron e i segreti del Graal, Olschki, 1984.
- Zambon, F., L'iride nel fango. L'Anguilla di Eugenio Montale, Pratiche 1994.
- Zambon, F., La cena segreta. Trattati e rituali catari, Adelphi, 1997.
- Zambon, F. (a cura di), Bestiario d'amore di Richard de Fournival, Carocci, 1999.
- Zambon, F. (a cura di), I trovatori e la Crociata contro gli Albigesi, Carocci, 1999.
- Zambon, F., L'alfabeto simbolico degli animali. I bestiari del medioevo, Carocci, 2003.
- Zambon, F., Metamorfosi del Graal, Carocci, 2012.
- Bestiari tardoantichi e medievali. I testi fondamentali della zoologia sacra cristiana. Testi originali a fronte, Curatore Francesco Zambon, Bompiani, 2018.
- Zambon, F. (curatore), La mistica cristiana, 3 voll, Mondadori, 2020, 2021, 2024.